# Pyrethrin
Pyrethrin là một cặp hóa chất hữu cơ tự nhiên có khả năng diệt sâu bọ có hiệu lực. Pyrethrin I và pyrethrin II về mặt cấu trúc là các este liên quan với nhau với nhân là cyclopropan. Chúng chỉ khác nhau bởi trạng thái oxy hóa của một nguyên tử cacbon. Chúng là các chất lỏng nhớt rất dễ bị oxy hóa để trở thành không hoạt hóa. Danh pháp IUPAC của pyrethrin I: (Z)-(S)-2-metyl-4-oxo-3-(penta-2,4-dienyl) cyclopent-2-enyl (1R,3R)-2,2-dimethyl-3-(2-metylprop-1-enyl) cyclopropanecarboxylat và pyrethrin II là (Z)-(S)-2-metyl-4-oxo-3-(penta-2,4-dienyl) cyclopent-2-enyl (1R,3R)-2,2-dimetyl-3-(2-methylprop-1-enyl) cyclopropanecarboxylat.
Các pyrethrin được tìm thấy trong hạt của một số loại cây thường xanh như cúc Dalmatia (Chrysanthemum cinerariaefolium) và cúc Ba Tư (Chrysanthemum coccineum) cũng như một số loài khác thuộc chi này như C. balsamita và C. marshalli, được trồng ở quy mô thương mại để sản xuất thuốc trừ sâu. Các pyrethrin là các chất có độc tố thần kinh và chúng tán công hệ thần kinh của các loài sâu bọ. Khi ở lượng không đủ gây tử vong cho sâu bọ thì chúng vẫn có tác dụng xua đuổi côn trùng. Chúng cũng có hại đối với cá, nhưng là ít độc hại hơn đối với động vật có vú và chim so với nhiều loại thuốc trừ sâu tổng hợp khác. Liều LD50 ở chuột là trên 2.000 mg/kg thể trọng. Chúng là các chất không bền vững và dễ bị phân hủy sinh học, cũng như dễ dàng bị phân hủy dưới tác động của ánh sáng hay oxy. Chúng được coi là thuộc số các thuốc trừ sâu an toàn nhất để sử dụng với các loại cây trồng cung cấp lương thực. Đối với người, pyrethrin có tác động kích thích mắt, da và hệ hô hấp. Nói chung, chúng có hại đối với các sinh vật thủy sinh.
Cấu trúc hóa học của các pyrethrin là cơ sở cho một loạt các thuốc trừ sâu tổng hợp thuộc nhóm pyrethroid như permethrin và cypermethrin.